# Pachylocerus crassicornis
Pachylocerus crassicornis là một loài bọ cánh cứng trong họ Cerambycidae.